# Lengerich-Land
Lengerich-Land war bis 1927 eine Gemeinde im Kreis Tecklenburg in der damaligen Provinz Westfalen. Die Gemeinde umfasste das bäuerliche Umland der Stadt Lengerich. Ihr Gebiet gehört heute zur Stadt Lengerich im Kreis Steinfurt in Nordrhein-Westfalen.

## Geografie

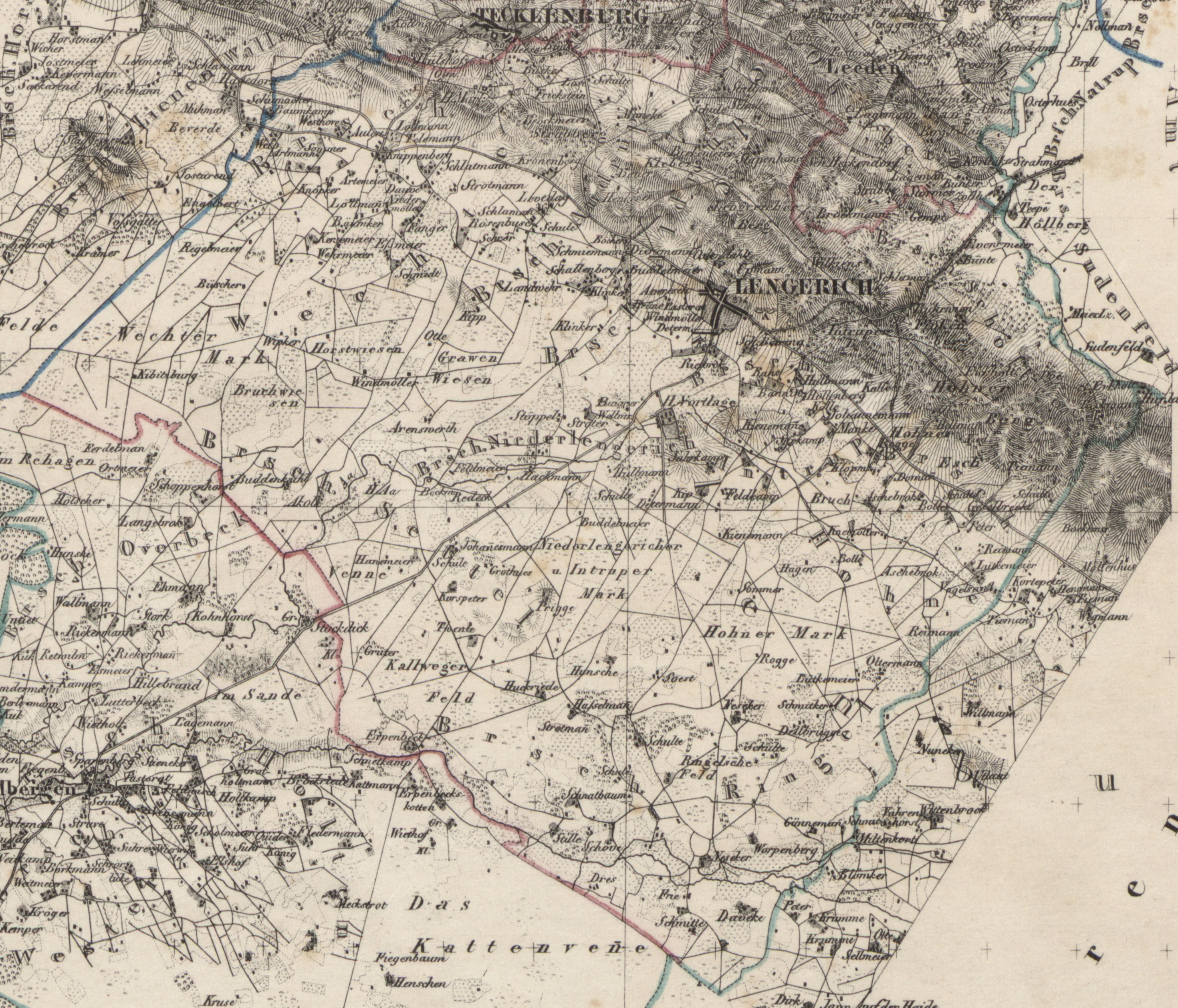
Stadt und Landgemeinde Lengerich mit den zugehörigen Bauerschaften im 19. Jahrhundert

Die Gemeinde Lengerich-Land umschloss die Stadt Lengerich und besaß zuletzt eine Fläche von 89 km². Sie bestand aus den Bauerschaften Aldrup, Antrup, Hohne, Intrup, Niederlengerich, Ringel, Schollbruch, Settel und Wechte.

## Geschichte
Das Gebiet der Gemeinde gehörte nach der Napoleonischen Zeit zunächst zur Bürgermeisterei Lengerich im 1816 gegründeten Kreis Tecklenburg. Mit der Einführung der Westfälischen Landgemeindeordnung wurde 1844 aus der Bürgermeisterei Lengerich das Amt Lengerich, zu dem die Stadt sowie die Landgemeinde Lengerich gehörten. Die Landgemeinde wurde zu dieser Zeit auch Kirchspiel Lengerich genannt. Am 1. April 1927 wurde die Gemeinde Lengerich-Land in die Stadt Lengerich eingemeindet.

## Einwohnerentwicklung
| Jahr | Einwohner | Quelle |
| ---- | --------- | ------ |
| 1832 | 4056      | [ 5 ]  |
| 1858 | 4580      | [ 4 ]  |
| 1885 | 4682      | [ 6 ]  |
| 1910 | 8171      | [ 7 ]  |